# Gibbestola flavescens
Gibbestola flavescens är en skalbaggsart som beskrevs av Stefan von Breuning 1940. Gibbestola flavescens ingår i släktet Gibbestola och familjen långhorningar. Inga underarter finns listade i Catalogue of Life.